# What Do We Do Now
| Recensione   | Giudizio |
| ------------ | -------- |
| The Guardian | [ 1 ]    |

What Do We Do Now  è il quarto album in studio del cantautore statunitense J Mascis, pubblicato nel 2024.

## Tracce
1. "Can't Believe We're Here" - 3:58
2. "What Do We Do Now" - 5:00
3. "Right Behind You" - 4:20
4. "You Don't Understand Me" - 3:50
5. "I Can't Find You" - 4:24
6. "Old Friends" - 4:13
7. "It's True" - 5:16
8. "Set Me Down" - 3:53
9. "Hangin Out" - 4:53
10. "End Is Gettin Shaky" - 4:48

## Musicisti
- J Masciss:  voce, chitarre, basso, batteria
- Ken Mauri: tastiere

- Matthew “Doc” Dunn: steel guitar